# Sociedad Deportiva Negreira
Maillots
La Sociedad Deportiva Negreira est un club de football espagnol basé à Negreira.

## Historique
Le club passe une année en Segunda División B (troisième division), lors de la saison 2005-2006. 
Lors de son unique saison passée Segunda División B, le club se classe 20e et dernier du championnat (Groupe I), avec un total de 8 victoires, 10 matchs nuls et 20 défaites.

## Logo

ancient logo

## Saisons
| Saisons | Division | Post | Copa del Rey |
| ------- | -------- | ---- | ------------ |
| 2001/02 | 3ª       | 15   |              |
| 2002/03 | 3ª       | 13   |              |
| 2003/04 | 3ª       | 11   |              |
| 2004/05 | 3ª       | 2    |              |
| 2005/06 | 2ªB      | 20   |              |
| 2006/07 | 3ª       | 3    |              |
| 2007/08 | 3ª       | 16   |              |
| 2008/09 | 3ª       | 10   |              |
| 2009/10 | 3ª       | 8    |              |
| 2010/11 | 3ª       | 8    |              |
| 2011/12 | 3ª       | 14   |              |
| 2012/13 | 3ª       | 15   |              |

| Primera División   | 0  |
| Segunda División   | 0  |
| Segunda División B | 1  |
| Tercera División   | 11 |